# 劾里鉢
金世祖完顏劾里鉢（1039年—1092年6月22日），是金朝開國皇帝金太祖完顏阿骨打和金太宗父，金朝景祖完顏烏古迺次子。
金熙宗即位後，追上諡號為聖肅皇帝，廟號為世祖，皇統四年，稱他的埋葬地為永陵，皇統五年，增諡為世祖神武聖肅皇帝，海陵王時改稱元祖大聖皇帝，金世宗復稱舊號。明昌五年，以完顏歡都、完顏冶訶、完顏劾者、完顏盆納、完顏拔達五人配享世祖廟庭。

## 背景
景祖烏古迺是統一女真诸部的主要人物。他喜愛次子劾里鉢的胆勇材略，所以劾里鉢的后代在金國的政治中占統治地位。當儿子們都長大成人時，按女真習俗應當各自搬到不同的宮邸中生活，但烏古迺讓長子完顏劾者与次子完顏劾里鉢同邸，由劾者专治家务，劾里鉢主外事。這是以后劾者之子孫完顏撒改、完顏宗翰長期擔任國論勃极烈（相當于國相）一職，而劾里鉢之子完顏阿骨打、完顏吳乞買成為皇帝的一個直接原因。

## 家庭
- 翼简皇后拏懒氏
  - 长子金康宗完顏烏雅束
  - 次子金太祖完顏旻，名 阿骨打
  - 第三子魏定肅王完顏斡帶
  - 第四子金太宗完顏晟，名 吳乞買
  - 第五子辽智烈王完顏杲，名 斜也

- 次室徒单氏
  - 第六子卫王完顏斡賽
  - 第七子鲁王完顏斡者

- 次室仆散氏
  - 第八子汉王完顏烏故乃

- 次室术虎氏
  - 第九子鲁莊襄王完顏闍母

- 次室术虎氏
  - 第十子沂王完顏查剌

- 次室乌古论氏
  - 第十一子郓王完顏昂，名 吾都補

- 母不詳
  - 女，嫁入蒲察部族，生斛魯短，斛魯短孫蒲察石家奴